# Saint-Pierre (Thionville)
Pour les articles homonymes, voir Saint-Pierre.
Saint-Pierre est un quartier de la commune française de Thionville dans le département de la Moselle et la région Grand Est. Il compte 2 206 habitants en 2012.
Une petite partie du quartier est classée quartier prioritaire, autour de la boucle du Prés de Saint-Pierre, tandis que le reste de ce secteur est situé dans le quartier de la Millaire.

## Géographie
Ce quartier est situé dans l'est du territoire communal thionvillois, ainsi qu'au sud-ouest du centre-ville.

## Toponymie
Pendant l'annexion allemande, le quartier est renommé Sankt Peter, autrement écrit St. Peter.

## Histoire
En 1828, le nom de Saint-Pierre est donné à quatorze maisons isolées et entourées de jardins, hors de la porte de Metz et à un demi-kilomètre de Thionville.

## Démographie
| 1900 | 2012  |
| ---- | ----- |
| 94   | 2 206 |

## Édifices religieux
- Il y avait une chapelle, sous l'invocation de saint Pierre, qui a complètement disparue[3].
- Église Saint-Pierre, construite en 1962 dans ce quartier par l'entreprise Sancey, sur les plans de l'architecte Schott[5]. Elle est consacrée le 25 avril 1965.